# Stašov (ort i Tjeckien, Mellersta Böhmen)
Stašov är en ort i Tjeckien.   Den ligger i regionen Mellersta Böhmen, i den centrala delen av landet, 40 km sydväst om huvudstaden Prag. Stašov ligger 301 meter över havet och antalet invånare är 362.
Terrängen runt Stašov är kuperad åt nordväst, men åt sydost är den platt. Stašov ligger nere i en dal. Runt Stašov är det ganska glesbefolkat, med 42 invånare per kvadratkilometer. Närmaste större samhälle är Beroun, 12,1 km nordost om Stašov. Trakten runt Stašov består till största delen av jordbruksmark.